# 白衣高血圧
白衣高血圧（はくいこうけつあつ、英語: white-coat hypertension）は、病院の診察室などで一過性の高血圧が計測される状態である。仮面高血圧とは反対の概念ともいえる。ストレスに対する一種の過剰反応といえるが、初診時の一過性血圧上昇はこの症候概念からは除外される。白衣症候群、ホワイトコート症候群、白衣現象とも呼ばれる。かつては無害な状態であるとされて来たが、基礎疾患を有する一部の白衣高血圧者は臓器血流の調節機能障害や動脈硬化が進展していると考えられうるため、高血圧の予備軍と見なされることもある。

## 解説
Pickering らが1985年に初めて提唱した概念であるが統一された診断基準等は存在していない。高齢になるほど頻度が高くなり、収縮期血圧が高値となる傾向を示す。白衣現象の程度と左室心筋重量とは関係が無いとする報告もあるが、若年性の白衣現象を呈する集団では左室心筋重量が増大しているとの報告もある。
家庭血圧計において朝夕2回の測定を行い正常範囲内であり、12誘導心電図において、左室肥大が無ければ白衣高血圧であるが、左室肥大が診られると持続性高血圧の可能性が高くなる。

## 概念
|                    | 状態                                 | 治療                              |
| ------------------ | ------------------------------------ | --------------------------------- |
| （広義）白衣高血圧 | （狭義）白衣高血圧                   | 経過観察                          |
| （広義）白衣高血圧 | インシュリン抵抗性に関連した代謝異常 | 食事・運動療法。 降圧剤以外の治療 |

江口(2003)らは、臓器障害やインシュリン抵抗性に関連した代謝異常を有している場合は、白衣高血圧症候群として別に扱う必要があると提唱している。

## 判定
統一された判定基準はない。
|            | 小林和裕(2003)                                    | 日本医療機能評価機構                                             |
| ---------- | ------------------------------------------------- | ---------------------------------------------------------------- |
| 診察室血圧 | 2か月間の外来受診時血圧の平均値が 150/90 mmHg以上 | 140/90 mmHg以上                                                  |
| 家庭血圧   | 2か月間の家庭血圧の平均値が 120/80 mmHg以下       | 135/85 mmHg未満 あるいはABPMでの24時間平均血圧が 130/80 mmHg未満 |

## 血圧上昇の要因
一過性血圧上昇の要因は次の様に分析されている。
1. 受診に伴う精神的不安感
2. 血圧が高いと告げられた事に対する防御反応
3. 精神的ストレスと血圧調整機構の障害、血行動態の要因の相互関係